# Synagoga w Narwi
Synagoga w Narwi – nieistniejąca, drewniana synagoga znajdująca się w Narwi przy obecnej ulicy Dąbrowskiego, dawniej zwanej Piaski.
Synagoga została zbudowana na początku XX wieku, najprawdopodobniej po zakończeniu bądź podczas I wojny światowej. Stanęła na miejscu zniszczonej starej synagogi. Podczas II wojny światowej, po wkroczeniu w 1941 roku wojsk niemieckich do Narwi wnętrze synagogi zostało zdewastowane. Była jedną z nielicznych drewnianych bożnic z terenów Polski, które przetrwały czasy Holocaustu. Po zakończeniu wojny budynek został zaadaptowany na potrzeby kina, czytelni oraz klubu. W 1973 roku synagoga częściowo spłonęła, po czym została rozebrana.
Drewniany budynek synagogi wzniesiono na planie prostokąta. Wewnątrz we wschodniej części znajdowała się główna sala modlitewną, którą oświetlały wysokie okna. Babiniec znajdował się najprawdopodobniej nad przedsionkiem na piętrze. Całość była nakryta dachem dwuspadowym.